# Iacobeni (okręg Sybin)
Iacobeni – wieś w Rumunii, w okręgu Sybin, w gminie Iacobeni. W 2011 roku liczyła 992 mieszkańców.